# Erdő mellett estvéledtem
Az Erdő mellett estvéledtem kezdetű magyar népdalt Kodály Zoltán gyűjtötte 1922-ben Pásztón az első két versszakkal együtt. A harmadik versszak Szegedről való. Kodály Esti dal címen dolgozta fel a dalt, 1938-ban gyermek-, 1939-ben vegyeskarra.
Mind a népdal, mind a feldolgozás sok kórus, művész és együttes repertoárján szerepel, és szívesen adják elő külföldi művészek is.
Feldolgozás:
| Szerző          | Mire                       | Mű                                  |
| --------------- | -------------------------- | ----------------------------------- |
| Kodály Zoltán   | gyermekkar                 | Esti dal                            |
| Kodály Zoltán   | férfikar                   | Esti dal                            |
| Kodály Zoltán   | vegyeskar                  | Esti dal                            |
| Máriássy István | zongora vagy ének és gitár | Elindultam szép hazámból, 43. kotta |

## Kottája és dallama
A magyar nyelvben Budapest kivételével szinte mindenütt használatos a kétféle e (e és ë) hang. Kodály meg akarta őrizni e jellegzetességet, ezért műveiben mindenütt megjelölte a zárt ë hangot. (Az ö-ző nyelvjárásokban ë-ből lesz ö, e-ből nem; innen a jelölés.)
A dal parlando, rubato előadásmódú: az éles és nyújtott ritmusok a versszaktól függően változnak.
| 1. Erdő mellett estvéledtem, Subám fejem alá tettem, Összetettem két kezemet, úgy kértem jó Istenemet. | 2. Én Istenem, adjál szállást, Már meguntam a járkálást, A járkálást, a bujdosást, Az idegen földön lakást. | 3. Adjon Isten jó éjszakát, Küldje hozzánk szent angyalát, Bátorítsa szívünk álmát, Adjon Isten jó éjszakát. |

## Felvételek
Szóló ének:
- Erdő mellett estvéledtem audio (zeneovi)
- Szvorák Katalin (YouTube)
- Miklósa Erika (YouTube)
- Kövesdy-Nagy Zsuzsanna (YouTube)
- Zenei repertoár audió (Mackó Mónika)

Ének zenekari kísérettel:
- Ádám Jenő:  Erdő mellett estvéledtem: Arany János dalai. Tekeres Sándor (ének), A Magyar Rádió és Televízió Zenekara és Énekkara  YouTube (1966. március 17.)  (Hozzáférés: 2016. május 14.) (audió)

Kórus (Kodály feldolgozása):
- Magyar Rádió és Televízió Gyermekkórusa Szent Imre templom (YouTube)
- Magyar Rádió és Televízió Gyermekkórusa Országház, 1995. (YouTube)
- Az Ars Sacra Fesztiválon részt vevő kórusok (YouTube)
- Vox Humana Énekkar, Vác (YouTube)
- Nyíregyházi Cantemus Gyermekkórus és Pro Musica Leánykar (YouTube)
- Pikéthy Conservatory (YouTube)
- Pécsi Kamara Kórus (YouTube)
- Komlói Pedagógus Kamarakórus (YouTube)
- Vikár Béla Vegyeskar (YouTube)
- Ifjú Zenebarátok kórusa (YouTube)
- Debrecen Kodály Kórus (YouTube)
- 7-tagú kórus (YouTube)
- Kolozsvári Magyar Pedagógusok Kamarakórusa (YouTube)
- kecskeméti Cantus Nobilis Kórus (YouTube)

Nem magyar anyanyelvű kórusok (ahol nem jelezzük a nyelvet, magyarul):
- King's Singers (YouTube)
- Cantores Minores (YouTube)
- USC Concert Choir (YouTube)
- Hamburger Kinderchor Cantemus (YouTube)
- The Kfar-Saba Chamber Choir (YouTube)
- UCI Chamber Choir, Women's Chamber, and Men in Blaque 0'00''–3'00'' (YouTube)
- Avis Cantrix (YouTube)
- Vocaal ensemble Voxtet WEEK VAN GEBED (YouTube)
- Hartt Choir (YouTube)
- Komorni zbor Trbovlje (YouTube)
- Revutsky Boys Choir (YouTube)
- 夕暮れの祈り (YouTube)
- CONCIERTO PALACIO DE GOBIERNO (YouTube)
- Canta Volare (YouTube)
- Toronto Children's Choir angolul (YouTube)
- Choir 2013 (YouTube)
- eseguito dalla Corale Poifonica di Montereale Valcellina (YouTube)
- Coro Desdacia Tellini (YouTube)
- 夕ぐれの祈り (Esti dal / Evening song), japánul

Egynemű karok:
- Vox Hungarica női kar (YouTube)
- Bartók Béla férfikar (YouTube)

Hangszeres feldolgozások:
- Rákász Gergely orgona (YouTube)
- Milan Milosevic & Bogdan Dulu orgona, tárogató (YouTube)
- Kató Zoltán – Berecz Sándor gitár, szaxofon (YouTube)
- Trio á la Kodály zongora, klarinét (YouTube)
- Folkish zenekar (YouTube)

Egyéb:
- Székesfehérvári órajáték – a magyar Orloj (csillagászat.hu)